# Jens Cajuste
Jens-Lys Michel Cajuste (født 10. august 1999) er en svensk professionel fodboldspiller, som spiller for Serie A-klubben Napoli og Sveriges landshold.

## Baggrund
Cajuste blev født i Göteborg til en svensk mor og en amerikansk-haitiansk far. Han flyttede med sin familie til Kina som 5 årig, og boede der i fem år, før at de vendte tilbage til Sverige. Der var i Kina, at han begyndte at spille fodbold.

## Klubkarriere

### Örgryte IS
Cajuste begyndte sin karriere hos Örgryte IS, hvor han fik sin førsteholdsdebut i oktober 2016.

### Midtjylland
Cajuste skiftede i juli 2018 til FC Midtjylland. Han spillede oprindeligt hovedsageligt med reserveholdet frem til 2019-20 sæsonen, hvor han fik sit gennembrud på førsteholdet.

### Reims
Cajuste skiftede i januar 2022 til Stade de Reims.

### Napoli
Efter en halvanden sæson i Frankrig, skiftede Cajuste i august 2023 til de italienske mestre i Napoli.

## Landsholdskarriere

### Ungdomslanhold
Cajuste har repræsenteret Sverige på U/21-niveau.

### Seniorlandshold
Cajuste debuterede for Sveriges landshold den 11. november 2020.

## Titler
Midtjylland
- Superligaen: 1 (2019-20)